# Los Veteranos I
Los Veteranos I – jednostka osadnicza w Stanach Zjednoczonych, w stanie Teksas, w hrabstwie Webb.